# 肝炎
肝炎（かんえん、英語：hepatitis）は、何らかの原因で肝臓に炎症が起こり発熱、黄疸、全身倦怠感などの症状を来たす疾患の総称である。

## 原因
肝炎の主な原因には以下が存在する。
- ウイルス性肝炎
  - A型肝炎 - 経口感染
  - B型肝炎 - 垂直（母子感染）、性行為感染（性感染症のひとつとも分類されている）
  - C型肝炎 - 血液感染（麻薬の注射器での回し打ち、集団予防接種における注射針の使い回し、刺青、輸血、血液製剤等）
  - D型肝炎
  - E型肝炎 - 経口感染
  - G型肝炎
  - TT型肝炎
  - 肝炎ウイルス以外：EBウイルス、サイトメガロウイルス、ヘルペスウイルスなど
- アルコール性肝炎
- 非アルコール性脂肪性肝炎
- 薬剤性肝炎 - 漢方薬[1][2][3]、総合感冒薬や解熱鎮痛薬に含まれるアセトアミノフェン[4]など
- 自己免疫性肝炎
- 原発性胆汁性胆管炎

## 病態
肝炎ウイルスによる肝炎発症の機序は、ウイルス自体が肝細胞を破壊するために起こるのではなく、肝細胞内で増殖しているウイルスに対する生体の免疫反応によって、ウイルスだけではなく肝細胞も一緒に障害を受けてしまうことによる。

## 臨床像

### 急性肝炎
肝の急性の炎症。頻度としてはA型肝炎が多く、一過性に重篤な肝障害、劇症肝炎を起こすことがある。また、成人発症のB型肝炎もほとんどは急性肝炎で発症する。HBVによる慢性肝炎も有名であるが、これは垂直感染によってキャリア化した場合がほとんどである。ただし、キャリアが急性増悪を起こし、急性肝炎のような経過を取ることはよくある。また、薬剤性肝障害も急性の発症をする。アルコール性肝障害のひとつであるアルコール性肝炎も急性肝炎の発症をする。アルコール性肝炎は劇症肝炎に近い経過をとることも多く、急性膵炎と同様、非常に重篤な病態である。ウィルソン病、バッド・キアリ症候群は急性、慢性両方の経過を取りえる。

### 劇症肝炎
発症後8週間以内に高度の肝機能異常、肝性昏睡II度以上を来たし、プロトロンビン時間が40%以下であるものを指す。肝性脳症による昏睡出現までの期間で「急性型」と「亜急性型」に分類される。
急性型発症してから脳症出現までの期間が10日以内
亜急性型発症してから脳症出現までの期間が11日以降56日以内
亜急性型のほうが急性型と比較して圧倒的に予後が悪い。急性型の救命率が60%程度なのに対し、亜急性型のそれは未だに10%程度である。基本的に、急性型はA型肝炎ウイルス(HAV)、B型肝炎ウイルス(HBV)が原因であることが多いが、亜急性型は原因不明であることが多く、両者は別疾患であるのではないかと考える学者もいる。亜急性型では予後が悪いとわかっているので肝移植を検討することが多い。また、劇症肝炎は有効な内科的治療法がほとんど確立していない。血漿交換、ステロイド、グルカゴン・インスリン療法など一応治療法と呼ばれるものはあるが、効果の無さは救命率が示している。劇症肝炎の合併症としては消化管出血、脳浮腫、DICなどがあげられる。

### 遅発性肝不全
期間が、8週以降 24週以内の肝不全は遅発性肝不全と定義される。肝性昏睡II度以上、プロトロンビン時間40%以下を示すものを指す。劇症肝炎亜急性型と同様に予後は悪い。

### 慢性肝炎
慢性肝炎とは、臨床的には6ヶ月以上の肝機能検査の異常とウイルス感染が持続している病態を指す。組織学的には、門脈域にリンパ球を主体とした細胞浸潤と線維化を認め、肝実質内には種々の程度の肝細胞の変性・壊死所見を認める。慢性肝炎の活動性は piecemeal necrosis, 小葉内細胞浸潤, 肝細胞の変性・壊死（spotty necrosis, bridging necrosisなど）によりNone(A0), Mild(A1), Moderate(A2), Severe(A3)の4段階に分ける。さらに線維化の程度により4段階、線維化なし(F0)、門脈域の線維性拡大(F1)、bridging necrosis(F2)、小葉のひずみを伴うbridging fibrosis(F3)に分ける。以上は「新犬山分類」（第19回犬山シンポジウム、1995年）の骨子である。また、欧米ではDesmetらの新ヨーロッパ分類も用いられている。
肝硬変や肝細胞癌へと進行する恐れがある。頻度としてはC型肝炎が最も多いが、鑑別として、AST、ALTといったトランスアミナーゼ上昇が目立つ場合は自己免疫性肝炎、ALP、γ-GTPといった胆道系酵素が目立つ場合は原発性胆汁性胆管炎、原発性硬化性胆管炎を疑うべきである。B型肝炎が原因である可能性もあり、ウイルスの抗原、抗体を検査する必要がある。自己免疫性肝炎なら、抗核抗体、抗平滑筋抗体、抗肝可溶性抗原抗体を測定し、原発性胆汁性胆管炎ならば抗ミトコンドリア抗体を測定するべきである。原発性硬化性胆管炎ならば、画像所見で比較的診断をつけやすい。
一般に慢性肝機能障害では高グロブリン血症をきたすことが知られている。トランスアミナーゼの上昇が軽度で、肝の予備能が明らかに低下している肝硬変まで至らないような状況である場合は、この所見は非常に重要となる。IgG、IgMを測れば良いのであるが測定に簡便さという点で、ZTTやTTTがよく利用される。TTTは血清IgM量を、ZTTは血清IgG量を反映する。ただし、高グロブリン血症は炎症が起こっている場合は、大抵は起こる非特異的な所見である。A型肝炎ではTTTが上昇するがIgMは上昇するのだから当然である。あくまで、検査値で肝機能障害がわかりにくい場合に測定する項目である。
慢性肝炎では肝硬変の移行がないのかを確認することが重要である。具体的には血小板数、コリンエステラーゼ、アルブミン、プロトロンビン時間などで肝機能を調べつつ、血清ヒアルロン酸で肝の線維化をみて、エコーで形態変化をみる。ウイルス性肝炎の場合は肝硬変に至る前にインターフェロン治療等を行うのが望ましい。また、慢性肝炎では幅広い鉄過剰のあることが指摘されている。